# Travaillisme
 (décembre 2023).

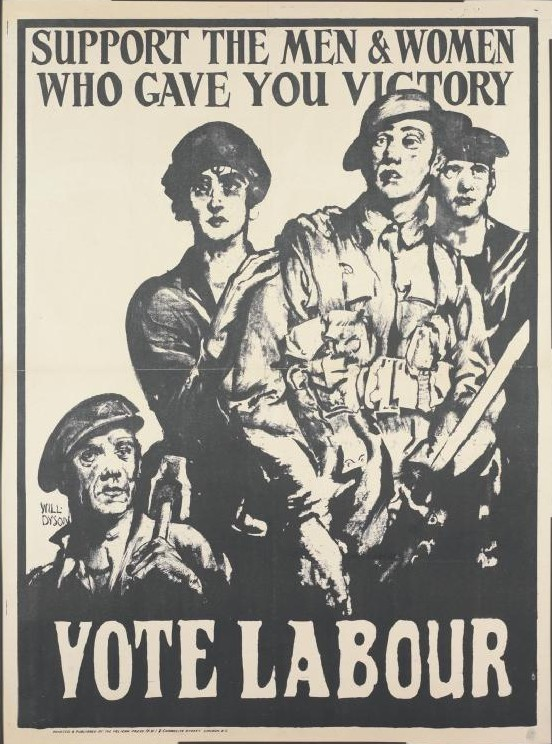
Publicité du Parti travailliste britannique de 1918.

Le travaillisme (en anglais : Labourism, en espagnol : Laborismo, en portugais : Trabalhismo) au lato sensu, est l'ensemble des doctrines liées à la défense des intérêts politiques et économiques soulevées par certains secteurs du mouvement ouvrier qui partage des similitudes avec d'autres cultures politiques, comme la social-démocratie.
Il est souvent représenté par un parti travailliste.

## Histoire
Il définit à la fois une orientation idéologique et politique. il est apparu au milieu du XIXe siècle, lorsque le mouvement syndical britannique s'est consolidé. Ses manifestations politiques ont d'abord été un groupe de pression, à travers l'activité politique du mouvement ouvrier et de ses dirigeants.

### Argentine
Le péronisme ou justicialisme est une idéologie travailliste, populiste et nationaliste dont la doctrine défend l'amélioration des conditions des travailleurs argentins. Le mot « justicialisme » vient de l'un des trois grands drapeaux de cette idéologie, la justice sociale, et a été suggéré pour la première fois par Eduardo Raúl Stafforini, spécialiste du droit du travail et fonctionnaire du ministère du Travail et de la Protection sociale lorsque Juan Perón était en poste de secrétaire.

### Brésil
Les racines du mouvement ouvrier remontent au syndicalisme des ouvriers d'usine, au début du XXe siècle, et au tenentismo des années 1920, un mouvement formé par des officiers militaires subalternes qui réclamaient le vote secret, le suffrage féminin et la réforme de l'éducation.
Formellement, le travaillisme a commencé en 1948 , avec la fondation du Parti travailliste brésilien sous l'inspiration de Getúlio Vargas. Cependant, Pasqualini, sénateur du parti, et ses partisans, appelés « Pasqualinistes », constituaient un groupe solide, d'origine non varguiste, et critique à l'égard de la figure de Getúlio.
Au cours des années 1952 et 1960, le travaillisme est devenu la principale branche de la gauche politique modérée dans la politique brésilienne, attirant des secteurs et des électeurs qui ne s'identifiaient ni à la droite ni au communisme.
En ce sens, il convient de mentionner la définition du travaillisme donnée par Leonel Brizola, dans un texte publié lors de la campagne pour les élections générales au Brésil en 1958 :

« Entre autres choses, il convient de dire que le travaillisme est nationaliste, le communisme est international, le communisme est matérialiste, le travaillisme s'inspire de la doctrine sociale chrétienne, le communisme est l'abolition de la propriété, le travaillisme défend la propriété dans le cadre d'un objectif social, le communisme asservit l'homme à l'État et prescrit le régime de garantie du travail, le travaillisme est la dignité du travail et ne tolère pas l'exploitation de l'homme par l'État ni de l'homme par l'homme, le communisme éduque pour former une société de fourmis, le travailliste éduque pour le progrès, pour la liberté, pour l’élévation de la personne humaine. Le communisme existe là où le capitalisme réactionnaire et exploiteur pontifie et disparaît dans des communautés et des pays bien organisés d’un point de vue social et humain. »

### Royaume-Uni
Bien que le Labour se situe dans le cadre d'un socialisme d'origine marxiste, à partir de la fin du XIXe siècle, le révisionnisme accentua la modération du Labour britannique, renonçant à la perspective d'une révolution prolétarienne et à permettre de se comporter comme une révolution prolétarienne lors de la Première Guerre mondiale, le parti davantage favorable à l’effort de guerre, exigeant seulement une plus grande justice sociale ou des améliorations des conditions de travail, comprenant que la stratégie de soutien à l’État signifierait que celui-ci pourrait être influencé au profit de la classe ouvrière. Dans l'entre-deux-guerres, il devint le parti au pouvoir, quoique brièvement (Ramsay MacDonald, 1924). À la fin de la Seconde Guerre mondiale, le candidat du parti travailliste Clement Attlee a battu Winston Churchill (1945) et a entamé une période de mise en œuvre de la politique de l'État-providence et de la planification de l'État qui incluait la protection sociale du berceau à la tombe (voir l'État-providence anglais).
Le statut majoritaire du système de représentation parlementaire britannique signifiait que le Parti libéral (Whig) fonctionnait comme un parti charnière entre les conservateurs et les travaillistes jusque dans les années 1970 (gouvernements d'Harold Wilson). Après la période conservatrice prolongée des années 1980 et du début des années 1990 (le thatchérisme, qui insistait sur l'élimination du pouvoir politique et social des syndicats), la position à laquelle le parti travailliste est généralement identifié est nettement centriste ou centre-gauche, dans ce qu'on appelle le réformisme, le social-libéralisme ou plus fréquemment (avec le nom identifié par la proposition d'Anthony Giddens) la Troisième Voie, appliquée aux gouvernements de Tony Blair et Gordon Brown, à la fin des années 90 et dans la première décennie du XXIe siècle.